# 公雞島
公雞島（英語：Ondori Island），是南極洲的島嶼，位於毛德皇后地的哈拉爾王子海岸，處於翁古爾島以北1.9公里和內斯島以西1.5公里的呂佐夫-霍爾姆灣東北部，現時由南極條約體系管理。